# Casas do Soeiro
Casas do Soeiro é uma localidade portuguesa sede da Freguesia de Casas do Soeiro do Município de Celorico da Beira, freguesia com 6,0 km² de área e 468 habitantes (censo de 2021), tendo, por isso, uma densidade populacional de 78 hab./km².
A freguesia criada pela Lei n.º 68/88  , de 23 de maio, com lugares da Freguesia de Celorico (S. Pedro).

## Demografia
A população registada nos censos foi:
| Distribuição da População por Grupos Etários | Distribuição da População por Grupos Etários | Distribuição da População por Grupos Etários | Distribuição da População por Grupos Etários | Distribuição da População por Grupos Etários |
| -------------------------------------------- | -------------------------------------------- | -------------------------------------------- | -------------------------------------------- | -------------------------------------------- |
| Ano                                          | 0-14 Anos                                    | 15-24 Anos                                   | 25-64 Anos                                   | > 65 Anos                                    |
| 2001                                         | 90                                           | 64                                           | 273                                          | 74                                           |
| 2011                                         | 71                                           | 60                                           | 271                                          | 97                                           |
| 2021                                         | 42                                           | 59                                           | 231                                          | 136                                          |